# Zilverstraat
De Zilverstraat is een straat in Brugge.

## Beschrijving
De Zilverstraat is bekend vanaf de 13de eeuw. Enkele vermeldingen:
- 1290: Zelverinstrate (over een brand);
- 1291: Zelverinstrate (over een put);
- 1300: Zelverinstrate (over een hofstede in deze straat);
- 1384: in vico Argenteo.

De straat liep in winkelhaak en beide delen heetten aanvankelijk Zelverinstrate. Maar vanaf 1364 heeft men het over de Grote Zelverinstrate of de Langhe Zelverinstrate, wat aanduidt dat het andere deel de Korte Zelverinstrate genoemd werd. Na verloop van tijd viel het woord 'Langhe' weg.
De betekenis van 'zilver' in deze straatnaam is niet duidelijk. Het kan de familienaam Zelverin als oorsprong hebben.
De Zilverstraat loopt van de Steenstraat naar de aansluiting van Steenstraat en Zuidzandstraat.

## Korte Zilverstraat
Oorspronkelijk heette deze straat sher Rubbrechts Coenstraetkin maar ten minste in 1384 was het Korte Zilverstraat geworden.
De Korte Zilverstraat loopt van de Zilverstraat naar de Sint-Amandsstraat.
In de Korte Zilverstraat bouwde de architect Hendrik Pulinx zijn eigen woning. De familie Cyfflé had er in de 18de-19de eeuw een hotel onder de naam De Gouden Beer. Later werden deze gebouwen gebruikt door het venduhuis Garnier. Aan de overkant van de straat stond de befaamde herberg Parijse Hallen - Aux Halles de Paris, een merkwaardig gebouw dat in de jaren 1950 werd gesloopt.

## Het Pacxstraatje
Er was dan ook nog het klein gedeelte van de Zilverstraat, dat aanvangt in de Steenstraat en in een winkelhaak bij de Zilverstraat aansluit. Het had lang een afzonderlijke naam:
- 1365: Pacxstraetkin;
- 1374: Pacstrate;
- Pierken Pacxstraetje en Lamsin Pacxstraatkin.

Deze naam verwees naar de familienaam Pacx, waarvan verschillende leden tijdens de middeleeuwen in Brugge woonden.

## Bekende bewoners
- Hendrik Pulinx